# Misery-Courtion
Misery-Courtion is een gemeente in het Franstalige gedeelte van het Zwitserse kanton Fribourg in het district See.
Het bestaat uit de kernen Misery, Courtion, Cormérod en Cournillens. De gemeente is ontstaan na een fusie in 1997 van de voorgenoemde kernen. De rivier Chandon loopt door het gemeentegebied.
De hoofdweg Fribourg - Avenches loopt over het gebied van de gemeente. De belangrijkste economische activiteit was traditioneel veeteelt en landbouw, maar tegenwoordig zijn kleine industrieën en dienstverlening meer dominant. Een beeldbepalende economische activiteit is een kiezelafbouw. De inwoners bestaan voor het grootste deel uit pendelaars die werken in de regio Fribourg en regio Murten.
In een oorkonde werd Courtion het eerst vermeld als Curtis Teudonis in 1001 en 1031, en als Cortiun in 1160. Misery werd als eerste vermeld in een oorkonde met de naam Misirie in 1176.